# Renaud Cohade
Renaud Cohade (Aubenas, 29 september 1984) is een Franse voetballer die doorgaans als middenvelder speelt. Hij verruilde Saint-Étienne in juli 2016 voor FC Metz. Eerder kwam hij uit voor Nîmes Olympique, Girondins de Bordeaux, RC Strasbourg en Valenciennes.

## Erelijst
AS Saint-Étienne
- Coupe de la Ligue

2012/13